# Siegfried y Walter Günter
Dr. Siegfried Günter (8 de diciembre de 1899 - 20 de junio de 1969) y Walter Günter (8 de diciembre de 1899 - 21 de septiembre de 1937) eran unos hermanos mellizos alemanes y diseñadores pioneros de aeronaves. Walter fue el diseñador de los primeros fuselajes propulsados por cohete y turborreactor del mundo, proyectos financiados por el Reichsluftfahrtministerium (Ministerio del Aire del Reich). Siegfried fue el padre de la "teoría de modulación del empuje", y de los cazas MiG 15 y MiG 19 de la Unión Soviética.

## Primeros años
Siegfried y Walter Günter nacieron el 8 de diciembre de 1899 en el Imperio Alemán. Eran entusiastas del vuelo desde su más temprana edad; a los 16 años ya habían desarrollado sus propias teorías sobre hélices. Ambos sirvieron en la Primera Guerra Mundial, donde fueron capturados por el ejército británico. Estudiaron ingeniería mecánica en el Instituto de Tecnología de Hannover y, se especializaron en diseño y aerodinámica de aeronaves. Fue allí donde Siegfried diseñó su primer avión con sus compañeros de estudios Walter Mertens y Werner Meyer-Kassel, el planeador H 6. 
Sus talentos se reconocieron por primera vez por Paul Bäumer, quien quedó impresionado por el rendimiento del H 6 cuando lo vio volar en Wasserkuppe. Bäumer ofreció a los dos hermanos, a Mertens, y a Meyer-Kassel un puesto de trabajo en su compañía, la Bäumer Aero en Berlín. Allí comenzaron a diseñar motores para planeadores; Bäumer pilotando uno de ellos resultó muerto en un accidente en 1928. En 1925 Siegfried diseñó su primer avión, el Buzzing Wind que tomo parte en la competición Deutscher Rundflug 1925 y que incluía el primer diseño elíptico, basado en la teoría de 1918 de L. Prandtl.

## Heinkel Flugzeugwerke
El 16 de enero de 1931, Ernst Heinkel reclutó a Siegfried Günter para trabajar en su empresa, la Heinkel Flugzeugwerke en Rostock , y Walter se unió a la misma el 31 de julio de 1931, donde se encargó de desarrollar los túneles de viento de baja y alta velocidad.
Los hermanos Günter diseñaron algunos de los diseños más importantes y famosos asociados con la compañía, incluyendo los Heinkel He 51 , He 70 , He 112 , He 100 y el He 111. También diseñaron para el He 70 el primer tren de aterrizaje retráctil fabricado en Alemania. A través de la introducción de planos de ala de forma elíptica, sus diseños establecen récords de velocidad oficialmente reconocidos. Lufthansa compró aviones He 70 apodado Blitz (rayo)) y organizó rutas aéreas Blitz entre Berlín, Colonia, Hamburgo y Frankfurt comparables en tiempos de viaje a las de hoy para las mismas rutas.
Durante este tiempo, Walter presentó los diseños de fuselaje, que se convertiría en los planos del avión a reacción He 178 y el avión cohete He 176, en coordinación con el Dr. Hans von Ohain.
Como diseñador jefe de proyecto en 1937, Siegfried y su equipo introdujeron el He 113  el 25 de mayo de 1937. Walter Günter murió en un accidente de coche el 21 de septiembre de 1937. 
Siegfried más tarde contribuyó en el diseño del He 219, así como otros prototipos, incluidos los He 177 y He 162 .